# Nesstofa

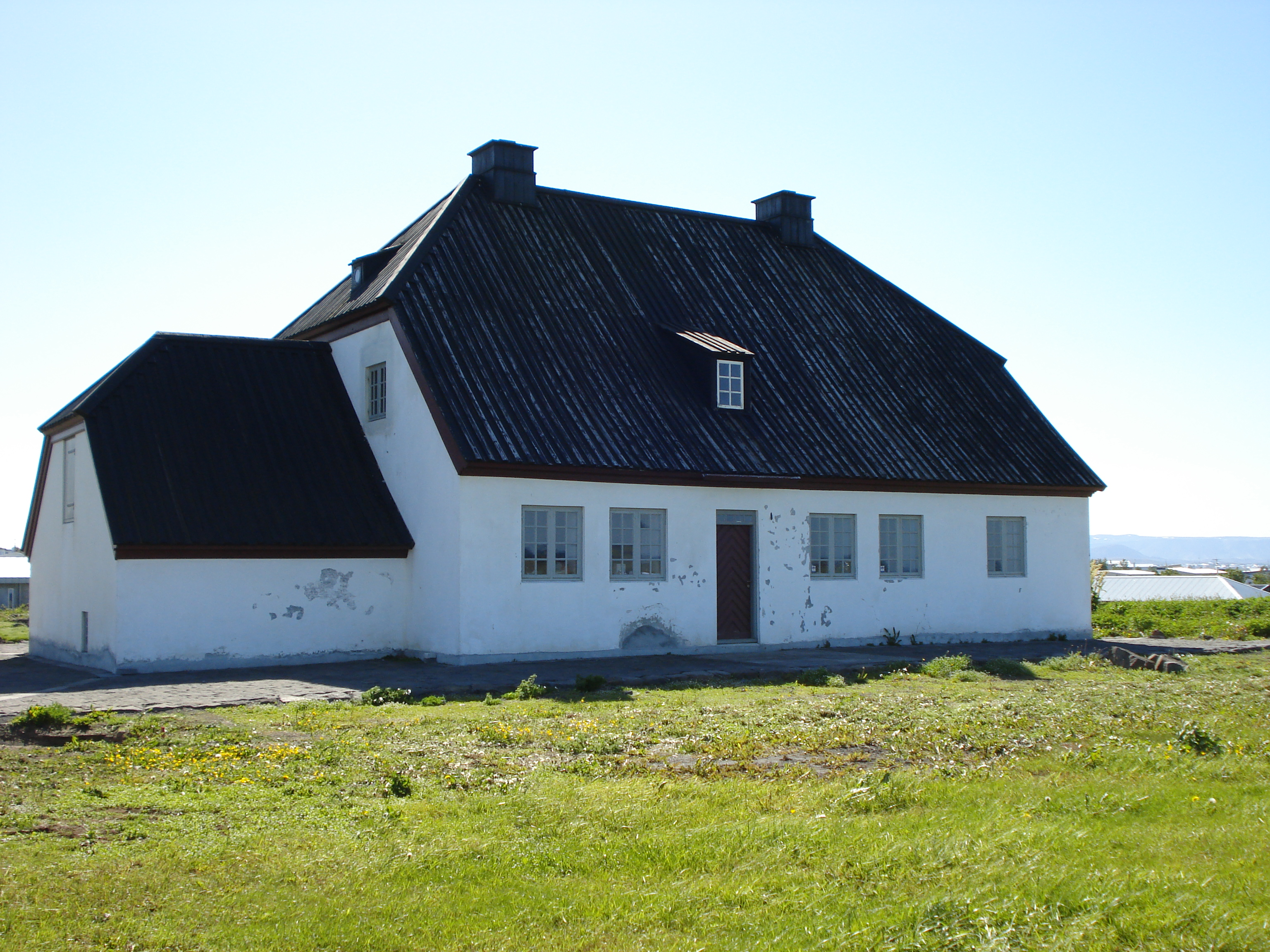
Nesstofa á Seltjarnarnesi

Nesstofa, huset på Nes är idag ett museum, längst ut på Seltjarnarnes udde ut från Reykjavík och var från början  på 1700-talet, byggt som Islands första medicinska centrum. Huset sägs vara Islands näst äldsta stenhus, bara presidentpalatset är äldre. 
Det som också är speciellt med huset är att det är delat på längden och att den yttre halvan, västra delen, mot havet har haft betydelse för isländsk 1900-talskonst och därför är avbildat i ett flertal isländska konstverk. 

## Ursprung
Huset byggdes 1761–1763, enligt ritningar av Jacobs Fortling, för Islands första överläkare och kirurg. Några år senare flyttade Islands första apotekare in i den andra delen av huset. Båda flyttade till Reykjavik 1833. På bottenvåningen fanns ett apotek och Nationella hälsovårdskontoret, och på övervåningen fanns läkare och apotekare-bostäder. 

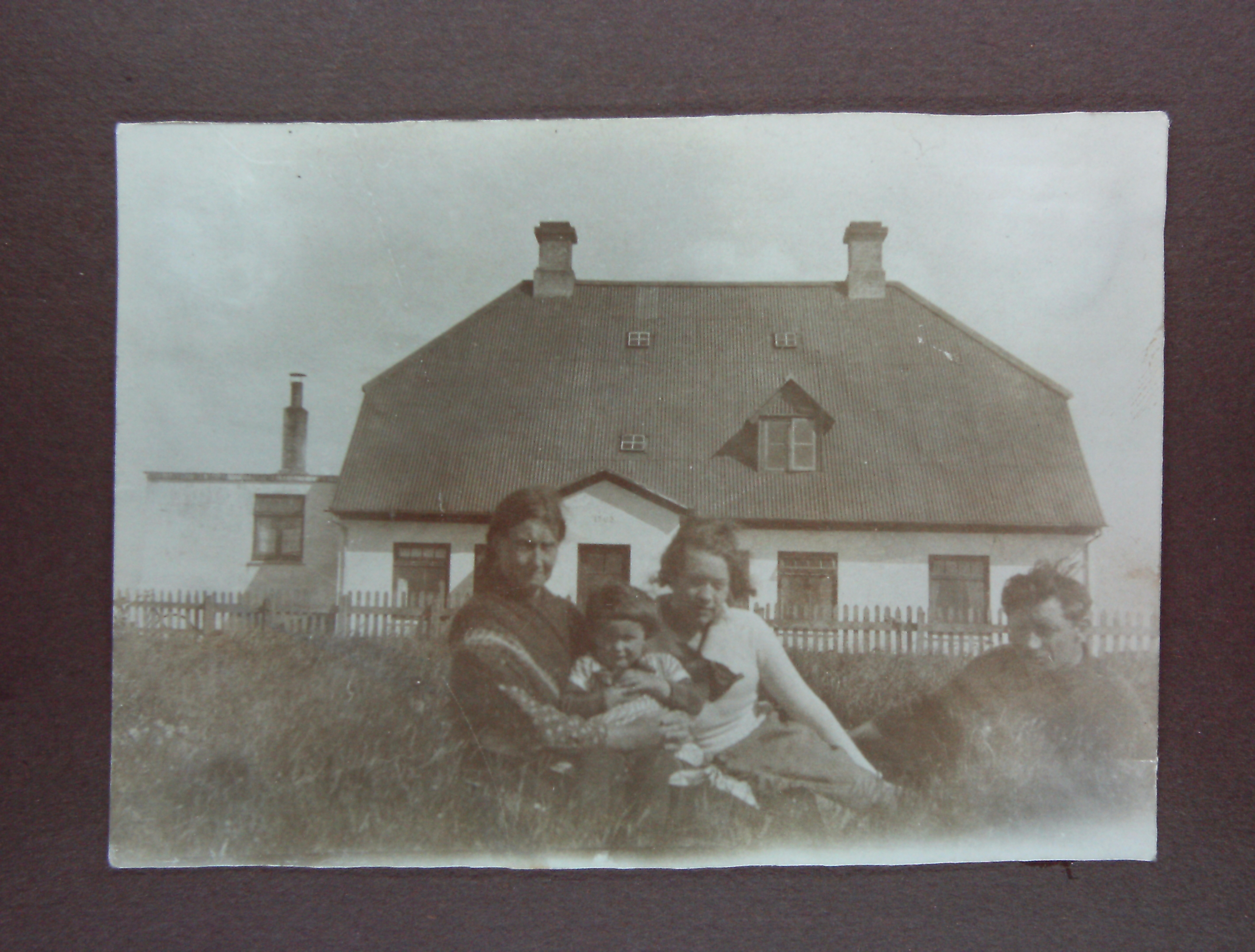
Nesstofa 1925, Framför huset var damen på Ness Kristin Olafsdottir, hennes dotter Ásta Gudmundsdottir (1895-1976) och sonen sjökapten Einar Gudmundsson (1891-1971) och dotterson Tryggve Bergström (1922-2012 son till hennes dotter Guðrún Gudmundsdottir (1893-1988) och svenske riksdagsmannen Karl Bergström (1888-1965).

## Frun på Näset
Den västra delen av huset köptes 1866 av Olafur Þórðarsson (1801-1876) som flyttade in på Nes. Hans dotter Kristin Olafsdottir (1860-1945) ärvde det och gifte sig med Gudmundur Einarsson (1858-1906) som ägde fiskefartyg. 
Kristin Olafsdottir var "damen på näset" som Ásgrímur Jónsson (1876-1958) målade porträtt av som Halldór Laxness (1902-1998) sa att det var hans enda bra målning (hon tog hand om konstnärer på dekis, som därför målade av gården och husets värdinna).

## Modern tid
De sista invånarna i Nes var bodde i den västra delen av Nesstofa fram till 1997, då hon dog, medan i den östra delen av byggnaden fanns på 1980-talet ett medicinskt museum. 
Under 2009 slutfördes omfattande renoveringar av byggnaden, som utfördes av Islands nationalmuseum och Húsfriðunarnemðn under ledning av arkitekten Þorstein Gunnarsson. Vid renoveringarna lades stor vikt vid att återställa byggnaden till sin ursprungliga form och synliggöra de ursprungliga byggnadsdelarna igen. Nesstofa är betraktad som kulturbyggnad är listad över bevarade hus på Island.
Idag är markerna till Nes förorter till Reykjavík i en egen kommun Seltjarnarnes.
Här är en frisk vy över havet västerut.

## Museum
Nesstofa är öppet för besökare under sommaren och presenterar byggnadens arkitekturhistoria. Tidigare var det ett museum för medicinska reliker och visade olika artefakter.